# Timoleon
Timoleon (gr. Τιμολέων od τιμή 'cześć, szacunek, obawa' i λέων 'lew', ur.?, zm. około 336 p.n.e. w Syrakuzach) – wódz i polityk koryncki.

## W Koryncie
Pochodził z możnego, arystokratycznego rodu. Był wrogiem tyranii. W 364 p.n.e. przyczynił się do zabójstwa brata Timofanesa, który pragnął zostać tyranem Koryntu. Według Plutarcha z Cheronei Timoleon usiłował najpierw perswazją wpłynąć na brata, na co ten odpowiedział kpinami i gniewem, wtedy Timoleon odszedł z płaczem, zakrył sobie oczy, a towarzyszący mu przyjaciele zabili Timofanesa. Postawa ta zyskała Timoleonowi ogromny rozgłos w świecie greckim. 

## Na Sycylii
Kiedy w miastach Sycylii, zwłaszcza w Syrakuzach, odnieśli triumf tyrani, ich przeciwnicy zwrócili się do Koryntu (swojej dawnej metropolii) z prośbą o pomoc. Koryntianie wysłali na Sycylię Timoleona jako rozjemcę (diallaktes). W 344 p.n.e. na czele niewielkiego oddziału liczącego 700 najemników przybył na 10 okrętach do Syrakuz i opanował je. Działał z niespożytą energią, nie zrażając się niepowodzeniami: w 343 p.n.e. zburzył twierdzę na wyspie Ortygia (dzielnica Syrakuz), wypędzając ostatecznie z ziemi syrakuzańskiej Dionizjusza Młodszego, i ustanowił w mieście rządy demokratyczne (ściślej - rządy liberalnej oligarchii według modelu korynckiego) z radą sześciuset i zgromadzeniem ludowym. Timoleon doprowadził do zawarcia sojuszu (symmachia) Greków przeciw Kartagińczykom i po otrzymaniu posiłków zadał im klęskę w bitwie nad rz. Krimissos na Sycylii. Kartagina zmuszona została do zawarcia w 339 p.n.e. pokoju, który ustalał granice jej posiadłości na Sycylii na rzece Halykos, co ograniczało wpływy punickie do zachodniej części wyspy. Pokój umożliwił rozprawienie się przez Timoleona z każdym z tyranów, którzy wcześniej wsparli Kartagińczyków, z osobna w latach 340–337 p.n.e. W wyzwolonych miastach po usunięciu tyranów wprowadzał ustrój zbliżony do syrakuzańskiego i połączył je sojuszem w Związek Miast Sycylijskich, na czele którego stanęły Syrakuzy. Około 337 p.n.e. zrezygnował z życia publicznego i wkrótce zmarł, otoczony powszechnym szacunkiem. Został pochowany na forum w Syrakuzach i był tam czczony jak heros-założyciel miasta. Później na miejscu, gdzie znajdował się jego grób wzniesiono Gymnazjon, które nazwano Timoleonteum.

## W ocenie współczesnych i potomnych
Postać Timoleona wymyka się jednoznacznej ocenie. Idealizowany przez część tradycji antycznej (Timajos, Plutarch), uznany za mało ważną postać przez innych (Polibiusz), stał się przedmiotem rozbieżnych ocen i wielu dyskusji w historii nowożytnej. Niektórzy historycy widzą w nim nawet przykład awanturnika i dowódcy szukającego powodzenia w akcjach politycznych. Jego dokonania miały krótki żywot: w ciągu jednego pokolenia w miastach Sycylii ponownie zapanował chaos, a do władzy w Syrakuzach doszedł kolejny tyran, Agatokles.
Tymoleon był wzorem do naśladowania Tadeusza Kościuszki.